# Peponium chirindense
Peponium chirindense là một loài thực vật có hoa trong họ Cucurbitaceae. Loài này được (Baker f.) Cogn. mô tả khoa học đầu tiên năm 1924.